# チュラーラーチャモントリー
チュラーラーチャモントリーとはタイ国における官製のイスラーム教最高指導者である。シャイフ・アル・イスラームのタイ版であると言える。

## 来歴
1986年成立とされる、『三印法典』の「文民位田官位法」には右港局（クロマタークワー）の長官として、プラ・チュラーラーチャモントリーの官位が見えており、もともとはケークと呼ばれた人たち、すなわちインド人、ムスリム、マレー人を管轄していたとされる。
この、チュラーラーチャモントリーをムスリムの最高権力者として制度化したのはシャイフ・アフマド・クーミーである。この人物はムスリムとして、時の国王のプラーサートトーンのイスラーム・アドバイザーとなったと考えられている。4代目のチェーンがプラヤー・チュラーラーチャモントリーであった際は、元々文官であったはずが軍人として兵を率いビルマと戦ったとされている。
創設者のシャイフ・アフマドがシーア派であったため、創設からしばらくの間はこの後、しばらくはシーア派が代々チュラーラーチャモントリーを歴任するが、11代目でバンコク付近出身の土着のスンナ派のムスリムがチュラーラーチャモントリーに選ばれ、国内のムスリム勢力をより正確に代表する形となった。一方で、この11代目はアハマットチュラーという名字を下賜されたが、このアハマットチュラー家が1932年の立憲革命までチュラーラーチャモントリーを世襲した。その後、立憲革命によりプラヤー・チュラーラーチャモントリーの称号の下賜が廃止され、チュラーラーチャモントリーという地位のみがおかれることになった。

## 近代
法治国家となったタイにおいては憲法が定められ国王がイスラームを含めすべての「宗教の擁護者」となり（憲法7条）、『仏歴2540年イスラーム教組織運営法』の元、チュラーラーチャモントリーはイスラームの「擁護」を国王に変わって行うものとなった。任期は終身で、国王以外は罷免することが出来ない。ファトワーの公布、祭日などの暦の修正、モスクの管理、マッカの巡礼の手続き、ハラール食品の認定などもすべてチュラーラーチャモントリーの名で行われる。
チュラーラーチャモントリーは中部や北部では宗教的な権力を持っており、よりどころとされるが、一方で、深南部においてはタイ政府の傀儡と見なされており、必ずしも全国的に威光が行き渡っている訳ではない。

## 歴代チュラーラーチャモントリー
1. チャオプラヤー・ボーウォーンラーチャチャノック(シャイフ・アフマド・クーミー)
2. プラヤー・チュラーラーチャモントリー (ケーオ)
3. プラヤー・チュラーラーチャモントリー (ソン)
4. プラヤー・チュラーラーチャモントリー (チェーン)
5. プラヤー・チュラーラーチャモントリー (コンケーオ、ムハムマットスーム)
6. プラヤー・チュラーラーチャモントリー (アカーイー)
7. プラヤー・チュラーラーチャモントリー (トゥアン、ムハムマットカーシーム)
8. プラヤー・チュラーラーチャモントリー (ノーイ、ムハムマットバーケーン)
9. プラヤー・チュラーラーチャモントリー (ナーム、ムハムマットタキー)
10. プラヤー・チュラーラーチャモントリー (シン、クラームフーセン)
11. プラヤー・チュラーラーチャモントリー (サン・アハマットチュラー)
12. プラヤー・チュラーラーチャモントリー (カセーム・アハマットチュラー)
13. プラヤー・チュラーラーチャモントリー (ソーン・アハマットチュラー)
14. チュラーラーチャモントリー＝チェム・プロムヨン（サムムットディン・ムットターファー）- 1945-1947
15. チュラーラーチャモントリー＝トゥワン・スワンナサーン（イスマーエーン・ヤヤーウィー）- 1947-1972
16. チュラーラーチャモントリー＝プラスート・マハマット（アマット・ビン・マハマット）- 1972-1997
17. チュラーラーチャモントリー＝サワート・スマーラヤサック - 1997-2010
18. チュラーラーチャモントリー＝ハジ・アーシット・ピタックンポン - 2010-

นิสาวาไรตี้ ฉบับที่ 48 พฤศจิกายน 2547 を元に作成。初代以外はタイ語読み。